# Líštěnec (Bystřice)
Líštěnec je část města Bystřice v okrese Benešov. Nachází se na jihovýchodě Bystřice. V roce 2009 zde byly evidovány tři adresy.
Líštěnec leží v katastrálním území Jinošice o výměře 7,34 km².

## Historie
První písemná zmínka o vesnici pochází z roku 1544.

## Galerie

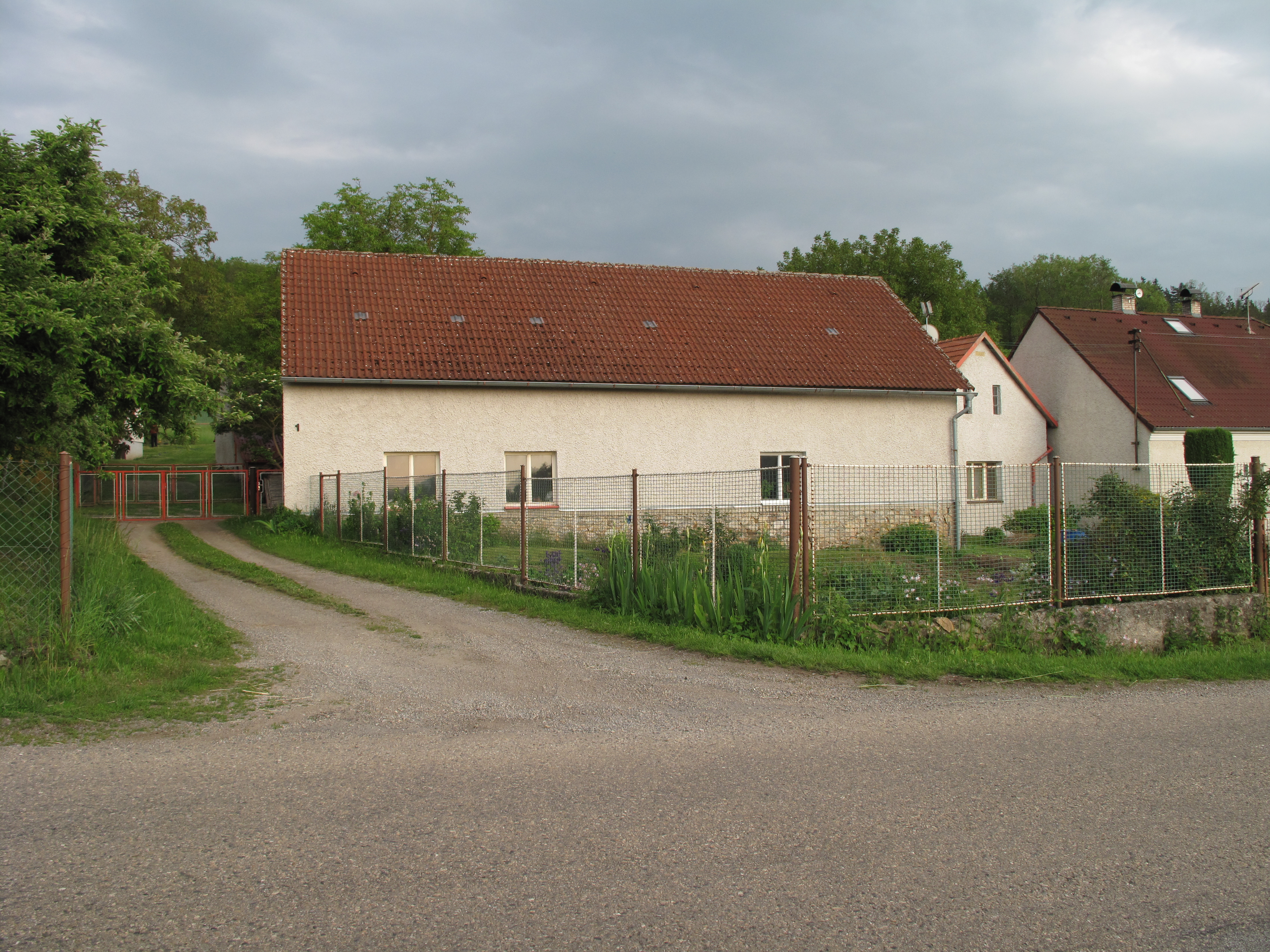
Dům